# Genoa City
Genoa City é uma vila localizada no estado norte-americano de Wisconsin, no Condado de Kenosha e Condado de Walworth.

## Demografia
Segundo o censo norte-americano de 2000, a sua população era de 1949 habitantes.
Em 2006, foi estimada uma população de 2775, um aumento de 826 (42.4%).

## Geografia
De acordo com o United States Census Bureau tem uma área de
5,8 km², dos quais 5,8 km² cobertos por terra e 0,0 km² cobertos por água. Genoa City localiza-se a aproximadamente 263 m acima do nível do mar.

## Localidades na vizinhança
O diagrama seguinte representa as localidades num raio de 12 km ao redor de Genoa City.